# Catalamprus angustus
Catalamprus angustus – gatunek chrząszcza z rodziny sprężykowatych, znany wcześniej jako Pantolamprus angustus, nim Fleutiaux w 1902 wydzielił go do nowego rodzaju, chcąc oddzielić od innego gatunku rodzaju Pantolamprus.
Chrząszcz ten osiąga długość w zakresie 11-15 mm.
Jest to ciemnobrązowy owad o brązowych odnóżach, ciemnobrązowych czułkach i ciemnej grzbietowej powierzchni ciała wyróżniającej się niebieskim metalicznym połyskiem. Jego ciało porastają gęste, długie, cienkie i najeżone włoski barwy czarnej.
Cechuje się on łódkowatym, szerszym, niż dłuższym czołem, szczególnie szerokim i wydatnym w przedniej jego części. Czułki samicy są zębate, składają się z 11 segmentów. Drugi segment jest okrągły, a trzeci ma kształt trójkąta. Czwarty osiąga podobną długość co poprzednik. Ostatni przybiera kształt elipsoidalny. Podobny, ale nie tworzący pełnej elipsy kształt ma także górna warga, pokryta długimi setami. Żuwaczki są dobrze zbudowane.
Przedtułów ma większą szerokość, niż długość. Zwęża się ku przodowi i u podstawy tylnych jego kątów. Pokrywy skrzydeł są wypukłe. Zwężają się w dystalnej ¼.
Na goleniach nie występują ostrogi. Dostrzega się za to wydłuone tarczki.
Owad występuje w Republice Środkowoafrykańskiej.